# 菅沼孝三
菅沼 孝三（すがぬま こうぞう、1959年10月25日 - 2021年11月8日）は、大阪府出身のドラマー。
国外でも活躍しており、ジャズ・ロックなど幅広いジャンルで数多くのミュージシャンとの共演歴を持つ。
昭和音楽大学講師、音楽学校メーザー・ハウス講師、キャットミュージックカレッジ専門学校非常勤講師を務めていた。

## 人物
テクニックが豊富で高速プレイや変則プレイ、ルーディメンツなどの精度の高さなどで知られ、手数王と呼び親しまれていた。
教則ビデオのリリース、リズム&ドラム・マガジン・Player (雑誌)・教則本への執筆、ドラムクリニックの参加といった活動を積極的に行っている。また、自らもドラムスクールを主宰しており（後述項参照）、若手ドラマーの育成に意欲的に取り組んでいた。
ドラム以外にもディジュリドゥ、パチカ、ヤマハ・Miburi等多種多様の楽器を演奏できるマルチプレイヤーであり、ホーミーの歌唱技術も高い。
娘はFUZZY CONTROLのSATOKOこと菅沼知子。

## 来歴
- 8歳でドラムを始める。幼少期から“ドラマー”として幾度かテレビに出演、その腕前を紹介される。

1975年
- 15歳でプロデビュー。
- 大阪・梅田、難波のダンスホール、キャバレー、クラブにに出演。

1977年
- 「ヤマハドラマーズチャンピオンシップ‘77」で審査員特別賞を受賞。

1978年
- 「88ロックデイ」にてベストドラマー賞を受賞。

1979年
- 「A-ROCK コンテスト」でベストドラマー賞を受賞。
- 星野楽器製造（株）とアドバイザー契約。

1981年
- 白井克治とニューソニックジャッズオーケストラに加入。

1982年
- フュージョンバンド「99.99」（フォーナイン）にドラマーとして加入。

1983年
- ミンクスミュージックアカデミーのドラム講師に就任。

1984年
- 古谷充とフレンズに加入。

1985年
- 古谷哲也と共に関西の小、中学校、高校のリズム教育にあたる。

1986年
- プログレバンド「Black Page」結成、アルバム『Open The Next Page』発表。
- 「稲垣潤一コンサートツアー」にサポートとして参加。

1987年
- CHAGE and ASKAのバックバンド「BLACK EYES」に結成時から参加。

1990年
- 元LOUDNESS（当時）の二井原実らと共にデッド・チャップリンを結成。
- ヤマハドラムスに移籍。

1991年
- 渋谷ヤマハにて「菅沼孝三ドラム道場」開講。
- 「ドラムキャンプ」参加。

1992年
- 和田アキラ、永井敏己、石黒彰らと共にプログレッシヴ・フュージョン・グループ 「W.I.N.S」を結成。
- 自身のユニット「FRAGILE」結成。
- 「織田哲郎コンサートツアー」にサポートとして参加。

1993年
- 「工藤静香コンサートツアー」にサポートとして参加。
- 「真・女神転生 LAW＆CHAOS DISC」　ゲームサウンドトラックCDアレンジディスク「CHAOS DISC」への参加。

1994年
- 「TOSHI（X JAPAN）コンサートツアー」にサポートとして参加。

1995年
- 2月、雑誌『リズム&ドラム・マガジン』1995年03月号（リットーミュージック）に単独表紙、「アーティスト研究」ページ掲載。

1996年
- 谷村新司のレギュラードラマー。
- 3月、雑誌『リズム&ドラム・マガジン』1996年04月号（リットーミュージック）に表紙、特集ページ掲載。

1997年
- 「Montreal Drum Fest '97」に日本人初の出演。

1998年
- 6月、（有）コーゾーコーポレーション設立。社長に就任。
- 菅沼孝三ドラム道場・たまプラーザ本校、開講。

1999年
- 「谷村新司コンサートツアー」にサポートとして参加。

2000年
- ドラム道場・大阪校、金沢校、開講。

2000年
- 9月、教則ビデオ『THE 手数王』（リットーミュージック）をリリース。「マーシャルフェスティバル」にCharとともに参加。

2001年
- ヤマハからシグネチャーモデルのスネア（品番：FSD1455KS）をリリース。
- 7月20日、ニューヨークでレコーディングをしたソロアルバム『KOZO』をリリース。
- ボストン、ジルジャン工場見学。
- 7月、雑誌『リズム&ドラム・マガジン』2001年08月号（リットーミュージック）に単独表紙、インタビュー掲載。

2002年
- 1月、ロサンゼルスにて開催された「YAMAHA Gloove Night 3」に出演。
- 10月、京都開催の「Sacred Rhythm」に出演。
- アメリカ、タンパ、オハイオ、コロンブスにてドラムクリニック開催。
- インドネシア、シンガポール、マレーシア、タイ、フィリピン、香港、北京にてドラムクリニック開催。

2003年
- マレーシアにてドラムクリニック。「アジアンビート」審査員。
- インドネシア、ジャカルタにてドラムクリニック開催

2004年
- キャットミュージックカレッジ専門学校の講師に就任。
- 台湾、ペナン、シンガポール、タイにてドラムクリニック開催。
- 洗足学園大学にてドラムクリニック開催。
- 4月21日、ソロアルバム『Pai-Patiroma』をリリース。

2005年
- 10月、横田基地でソロアルバムの参加ユニットによるライブ開催。
- 11月、パシフィコ横浜開催の「Zildian Day 2005」にサイモン・フィリップス及び弟子の坂東慧と共に出演。
- 香港、台湾、中国にてドラムクリニック開催。

2006年
- 3月、河田嘉彦との自己ユニット「Drum'n Didgeri」名義でアルバム『Drum'n Didgeri』（コーゾー・コーポレーション）をリリース。
- 6月、ヤマハからシグネチャーモデルのスネア（品番：SD6455KS）をリリース。

2007年
- 2月、教則ビデオ『究極のスティックコントロール』（ジュエルサウンド）をリリース（ニール・ソーセンと共作）。
- フィリピン、マニラ、マレーシア、タイにてドラムクリニック開催。
- BS-TBS『超人』に出演。
- インドネシア、シンガポール、韓国にてドラムクリニック開催。
- 中国・「上海メッセ」に出演。

2008年
- 4月、LOUDNESSのドラマー樋口宗孝の肝細胞癌闘病中により、急遽代打として「東名阪CLUB QUATTROツアー」に出演。
- DETROXのコンサートツアーにサポートとして出演。

2009年
- オートバイ「ヤマハ・YZF-R1」の日本国外向けCMに出演。直列4気筒エンジンが不等間隔爆発する様子をドラムの変拍子リズムで表現。
- 「北京アイドラムフェス」に出演。
- シンガポール、バンコクにてドラムクリニック開催。
- 「東京ドラム」に出演。
- 「LOUD PARK 09」にLIV MOONのサポートとして出演。

2010年
- 5月20日、アルバム『Convergence』発売。
- 「吉川晃司コンサートツアー」にサポートとして出演。

2011年
- 1月、久次米一弥率いる天地雅楽のアルバム『倭ノ音霊 〜やまとのおとだま〜』のレコーディングに参加。
- 9月、「菅沼孝三＆天地雅楽ドラムコンテスト」を開催。YouTubeで動画を投稿しエントリーする応募方法で、菅沼を始めとするSATOKO（FUZZY CONTROL）や川口千里らのデモプレイが話題となる。
- 上海・「ミュージックチャイナ」に出演。

2012年
- 「吉川晃司コンサートツアー」にサポートとして出演。

2013年
- 中国「9Beats Summer Camp」出演。
- 「アジアンビート」、インドネシア・ジャカルタに出演。

2014年
- 4月、天地雅楽のミニアルバム「飛鳥ものがたり」のレコーディングに参加。
- 7月、モントルージャズフェスティバルに中村明一のバンドFORESTのメンバーとして出演。
- 9月、雑誌『リズム&ドラム・マガジン』2014年10月号（リットーミュージック）に菅沼孝三×SATOKO（FUZZY CONTROL）で表紙、特集ページ掲載。
- 12月、「第2回 菅沼孝三＆天地雅楽ドラムコンテスト」を開催。
- 12月13日、アルバム『Sunset cruise』発売。
- 中国にてドラムクリニックを開催。
- 「北京現代国際鼓手市」に出演。

2015年
- 「吉川晃司ツアー」サポートとして参加。
- 上海、温州にてドラムクリニック開催。
- 台湾・台北、高雄にてドラムクリニック開催。
- 中国・大連にて行われた「ドラムフェスティバル」に出演。
- 神戸にて「100人ドラム」開催。

2016年
- 上海、成都、重慶、永川、北京にてドラムクリニック開催。
- 神戸にて「100人ドラム」を開催。

2017年
- 「フジロックフェスティバル」オレンジステージ、トリプルキングで出演。
- 2月11日、天地雅楽のアルバム『やまと まほろば』に参加。

2018年
- 11月7日、ドラマー活動50周年記念アルバム『Drum Paradise』発売。
- 中国・「上海メッセ」に出演。

2019年
- 2月6日より、ASKAソロツアー「ASKA CONCERT TOUR 2019 Made in ASKA -40年のありったけ-」、「ASKA CONCERT TOUR 2019 Made in ASKA -ASIA TOUR-」に参加。
- 10月、自主制作アルバム『KOZOワンマン倍音ズ』発売。
- 10月25日、還暦を迎え、日本各地で「還暦の宴」と題した記念ライブを行う。
- 12月10日より、ASKAソロツアー「billboard classics ASKA premium ensemble concert -higher ground-」に参加。

2020年
- 4月22日、YouTuberになる。
- 6月22日、同年6月16日に腹部に強い痛みを覚え、救急搬送された。内臓疾患の診断を受けて緊急手術を受けたことをFacebookにて報告した。
- 9月26日、天地雅楽の公式レコーディングに参加。

2021年
- 6月、ASKAのレコーディングに参加。
- 9月12日、演奏活動休止前、最後のステージとなる、「金沢ジャズストリート」フィナーレの石川ジャズオーケストラPYRAMID feat. 篠崎文(Vo)にゲストドラマーとして参加。この模様は、金沢JAZZ連盟YouTubeチャンネルにて視聴可能
- 9月26日、病気療養（大腸がんステージ4）の治療に専念するため、演奏活動を休止することを公式サイト及び各SNSを通じて発表した。
- 11月8日午後4時49分、大腸がんのため死去。62歳没。訃報は翌9日、娘であるドラマーのSATOKO（FUZZY CONTROL）が菅沼のFacebook及び自身のSNS媒体を通じて報告した。
- 11月11日、横浜市青葉区の葬儀会館にて通夜を執り行い、ミュージシャンをはじめ一般からの弔問も受けた。会場には愛器のドラムセットを設え、他にも思い出の品々が展示された。お通夜ではミュージシャンや交流のあった人々をはじめ、ファン、ドラム道場の生徒等が参列し、その人数は駅まで列が出来るほどだったといい、葬儀会館のスタッフに「今までにこんなに人が来た事がない」と言われた程であったという。
- 葬儀・告別式は家族のみで執り行う予定であったが、交友関係にあったASKAも参列した。

- サポート予定であったASKAツアーには、実娘のドラマーSATOKOが菅沼孝三のドラムセットを使用し、参加。

## 作品

### アルバム
- KOZO（2001年7月20日） ※廃盤
- Pai-Patiroma（2004年4月21日）
- Convergence（2010年5月20日）
- Sunset cruise（2014年12月13日）
- Drum Paradise（2018年11月7日）
- KOZOワンマン倍音ズ（2019年10月）

### 教則ビデオ
- 手数王（1992年1月30日、リットーミュージック） - VHS
- ツーバス&フットワーク（1992年、リットーミュージック） - VHS
- 帰ってきた手数王（1993年2月20日、リットーミュージック） - VHS
- 手数王 実践ライブ篇（1995年、リットーミュージック） - VHS
- 手数王 地獄のドラム道場（1996年10月21日、リットーミュージック） - VHS
- OKAZU王（1997年5月25日、Jewel sound） - VHS
- THE 手数王 / ハイパー・テクニック編（2000年9月21日（VHS）・2006年2月（DVD）、リットーミュージック）
- THE 手数王 / パターン & グルーヴ編（2000年9月21日（VHS）・2006年2月（DVD)、リットーミュージック）
- ブラシ四天王（2000年3月（VHS）・2006年8月2日（DVD）、Jewel sound）
- 超絶フレーズ大百科 ソロもんの秘宝（2002年4月21日、Jewel sound） - VHS
- ジャズドラム大辞典（2004年10月25日、Jewel sound） - DVD
- 手数王 -KOZO SYSTEM EXERCISES-（2005年10月20日、リットーミュージック） - DVD
- ルーディメンツ スーパーディクショナリー（2006年3月21日、Jewel sound） - DVD
- ニールとKOZOの究極のスティックコントロール（2007年2月21日、Jewel sound） - DVD
- フット・ワークの常套句（2007年5月20日、リットーミュージック） - DVD
- 『手数王』菅沼孝三の60日間ドラム上達プログラム「ドラムの達人！手数王式60日短期集中ドラムメソッド」（2009年6月、株式会社アシュラワークス）- DVD
- 菅沼孝三 ドラム・セッティングの裏ワザ（2013年3月27日、アトス・インターナショナル） - DVD
- 菅沼孝三直伝！魅せる！ハイハット新演奏メソッド 〜超効率セッティング＆世界のテクニックに学ぶ魅せ技〜（2015年7月1日、アルファノート） - DVD

### 教則本
- 菅沼孝三『菅沼孝三ドラム・メソッド 手数大百科事典』リットーミュージック、1993年3月10日。ISBN 4-8456-0059-5。
- 菅沼孝三『手数大百科事典 改訂新版』リットーミュージック、1998年。ISBN 4-8456-0278-4。
- 菅沼孝三『ロック・ドラマーのためのジャズ講座』リットーミュージック、1998年。ISBN 4-8456-0277-6。
- 菅沼孝三『ルーディメンツ & ジャズドラム大辞典』Jewel sound、2006年3月21日。
- 菅沼孝三『ドラム上達 100の裏ワザ』リットーミュージック、2006年12月25日。ISBN 4-8456-1382-4。
- 菅沼孝三『徹底攻略！“手数王” 菅沼孝三が教える カホン&ジャンベ 技と実践』ヤマハミュージックメディア、2010年4月16日。ISBN 978-4-636-85340-7。
- 菅沼孝三『Electronic Drums DTXdrums エレクトロニック・ドラム活用術 ～ドラム上達エクササイズ～』ヤマハミュージックメディア、2013年11月28日。ISBN 978-4-636-90213-6。
- 菅沼孝三『ドラムを自在に操る新旧ルーディメンツ大全431 全フレーズ動画対応！全ジャンルに対応！』アルファノート、2019年11月10日。ISBN 978-4-906954-83-4。
- 菅沼孝三『“手数王”菅沼孝三直伝！！ドラマー必見！ カホン&ジャンベの極み』ヤマハミュージックメディア、2019年11月17日。ISBN 978-4-636-97371-6。

### ビデオ
- THE GITADO LIVE BEMANI 10th Anniversary memorial event（2008年2月22日、Konami Digital Entertainment） - DVD

## ドラム・スクール
『菅沼孝三ドラム道場』を全国6カ所で主宰（2021年9月現在）。
プロ・アマ問わず、また初心者にも門戸を開いており、菅沼孝三が厳選した講師陣によるレッスンを受講することが出来る。
また、一部の教室では菅沼自らがレッスンを行っている。同スクールから多くのプロ・ミュージシャンを輩出している。
主な出身者
坂東慧（T-SQUARE）、川口千里、SATOKO（FUZZY CONTROL）、影丸（-真天地開闢集団-ジグザグ）、今井義頼（有形ランペイジ、CASIOPEA）、内田龍芽、平陸、外薗雄一、シシド・カフカ、矢野顕太郎、片山晴翔、黒田和良、雑賀泰行、CHITAAなど。